# Gecken
Gecken werden in der Heraldik die als Helmkleinod genommenen Figuren, die wachsend im Oberwappen dargestellt werden, genannt. Der Begriff war in der älteren Heraldik gebräuchlich. Im Mittelalter wurden die Helmfiguren als humoristische Gestalten gesehen.
Sind diese Figuren nicht gestümmelt, werden sie auch Puppen genannt. Gestümmelt bezeichnet der Heraldiker diese Gecken als Rümpfe oder mit dem veralteten Begriff Hermen.

## Beispiele

Gecken auf einem Helm als Wappenfigur im Wappenschild
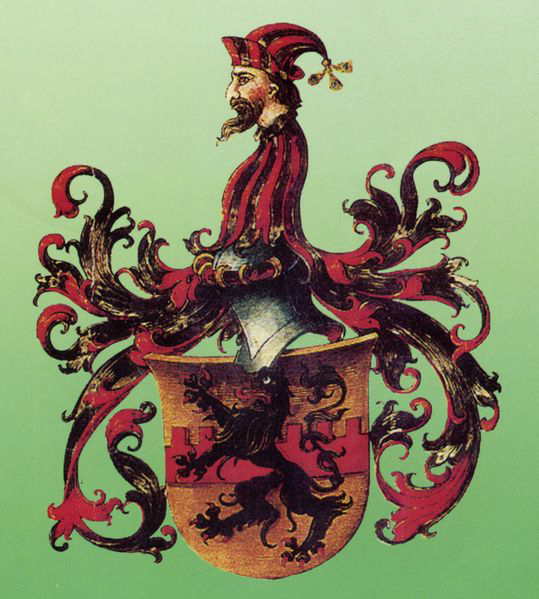
Siebenlehn